# Schizotricha glacialis
Schizotricha glacialis är en nässeldjursart som först beskrevs av Sydney John Hickson och Gravely 1907.  Schizotricha glacialis ingår i släktet Schizotricha och familjen Halopterididae.
Artens utbredningsområde är Södra Ishavet. Inga underarter finns listade i Catalogue of Life.